# Port lotniczy Galway
Port lotniczy Galway (kod IATA: GWY, kod ICAO: EICM) – niewielki port lotniczy znajdujący się ok. 9 kilometrów od miasta Galway.

## Linie lotnicze i połączenia
Lotnisko zostało zamknięte dla ruchu komercyjnego w 2016 r. i od tego czasu jest wykorzystywane wyłącznie przez lokalny aeroklub.